# ۲۲۷ (میلادی)
۲۲۷ (میلادی) دویست و بیست و هفتمین سال تقویم میلادی است.

## درگذشتگان
‎